# Vrasville
Vrasville is een plaats en voormalige gemeente in het Franse departement Manche in de regio Normandië. De plaats maakt deel uit van het arrondissement Cherbourg.

## Geschiedenis
Op 1 april 1973 ging Vrasville samen met de gemeente Angoville-en-Saire op in de gemeente Cosqueville in een fusion-association. Dit hield in dat Vrasville als commune associée nog enige mate van zelfstandigheid behield. Deze status verviel toen op 1 januari 2016 Cosqueville een commune déléguée werd van de op die datum gevormde commune nouvelle Vicq-sur-Mer.
Angoville-en-Saire · Cosqueville · Gouberville · Néville-sur-Mer · Réthoville · Vrasville